# Барнс, Эрик
Эрик Барнс (29 ноября 1937, Манчестер, Ланкашир — 3 января 2014) — английский профессиональный футболист, который играл за «Кру Александра» между 1957 и 1970 годами.

## Биография
Перед подписанием контракта с «железнодорожниками» в 1957 году Барнс служил в Королевских ВВС в Стаффордшире. Он дебютировал за клуб в феврале 1958 года домашнем матче против «Халл Сити», который закончился поражением со счётом 2:1.
Его рассматривали как долгосрочную замену для бывшего защитника сборной Англии Нила Франклина. В ранние годы Барнса его пытался приобрести «Лидс Юнайтед», но игрок отказался. Он защищал цвета команды в течение следующих 12 лет. Барнс играл в центре защиты, хотя также мог сыграть на позиции правого защитника.
Пик его карьеры пришёлся на январь 1961 года, когда он в частности сыграл важную роль в выездной победе в кубке Англии над «Челси». «Кру» был на шестом месте в четвёртом по силе дивизионе, когда потряс футбольный мир, выиграв со счётом 2:1 на «Стэмфорд Бридж» благодаря голам Барри Уитли и Билли Старка. В составе «синих» в тот день играли такие футболисты, как Джимми Гривз, Питер Бонетти, Терри Венейблс, Бобби Тэмблинг и Фрэнк Бланстоун, который и открыл счёт.
Он забил свой единственный гол за клуб в матче против «Рочдейла» в октябре 1962 года.
Барнс дважды помог «Кру» завоевать повышение в классе в 1963 и 1968 годах, хотя оба раза после одного сезона в Третьем дивизионе клуб снова вылетал в низшую лигу.
Он сыграл свой последний матч за клуб в сентябре 1969 года против «Порт Вейл», игра завершилась поражением со счётом 2:0, Барнс перешёл в «Уиттон Альбион».
В целом, он сыграл 390 матчей в лиге и кубке, после завершения карьеры регулярно посещал матчи «Кру Александра», а также открыл магазин мужской одежды в центре города.
3 января 2014 года Эрик Барнс умер в возрасте 76 лет.